# Deh-e Moḩammad
Deh-e Moḩammad (persiska: ده محمد) är en ort i Iran.   Den ligger i provinsen Sydkhorasan, i den nordöstra delen av landet, 500 km öster om huvudstaden Teheran. Deh-e Moḩammad ligger 1 170 meter över havet och antalet invånare är 374.
Terrängen runt Deh-e Moḩammad är varierad.  Trakten runt Deh-e Moḩammad är nära nog obefolkad, med mindre än två invånare per kvadratkilometer. Deh-e Moḩammad är det största samhället i trakten. Trakten runt Deh-e Moḩammad är ofruktbar med lite eller ingen växtlighet.